# 茅原華山
茅原 華山（かやはら かざん、1870年8月29日（明治3年8月3日） - 1952年8月4日）は、明治・大正・昭和期の社会・政治評論家、ジャーナリスト。本名は茅原廉太郎。
「民本主義」という概念を初めて提唱した人物とされ、大正デモクラシー初期に青年層に多大な影響を与えた。

## 来歴・人物
東京市牛込区（現・東京都新宿区）に、明治維新後没落した旧幕士・茅原邦彦の長男として生まれる。幼名は廉平。
11歳の時に父を亡くし、太政官小舎人（給仕のような身分）として働き始める。後に逓信省に移る。反藩閥・反官僚の思いを抱きながら人格形成期を過ごした。
仕事の傍ら漢詩を学び、美文家として名をなす基礎となる。また一時期「国民英学舎」に通い、イギリスの歴史家トーマス・マコーリーらの著作に親しんだ。ここで学んだアングロサクソン流の自由主義・個人主義・功利主義が、茅原華山の生涯を貫く思想的バックボーンとなる。
1892年、『東北日報』の論説記者となる。以後『山形自由新聞』主筆、『長野新聞』主筆などを歴任、1903年に帰京して『電報新聞』に入社し、対露主戦論を展開する。翌1904年には黒岩涙香主宰の『万朝報』に入社し、幸徳秋水・堺利彦・内村鑑三ら反戦派が退社した後の論説をリードする。翌1905年から海外通信員として欧米に派遣される。1908年には日本人として初めてアイスランドを訪れている。
1910年に帰国後は万朝報にて言論活動を再開し、民本主義を提唱し始めた。1913年からは秋田県出身の青年石田友治とともに社会評論誌『第三帝国』を創刊し、「小日本主義」を唱え植民地放棄を訴えた。読者には若き日の鈴木茂三郎、宇野弘蔵、尾崎士郎らがいた。1914年10月からは同誌上で「普通選挙請願運動」キャンペーンを展開する。この過程で、黒岩涙香との意見の対立が抜き差しならないものとなり、同年万朝報を退社する。
1915年には第12回衆議院議員総選挙に東京市から立候補し、選挙運動費の公表など「模範選挙」を標榜するも、結果は得票数129票、立候補者29名中24位で落選する。失望した茅原はいきなり代議政治・政党政治無用論を唱え始め、大杉栄・堺利彦・荒畑寒村ら社会主義者から激しく罵倒を浴びせられた。かつて茅原は社会主義を「悪平等」と批判したことがあり、その意趣返しの意味合いもあったろう。同年には『第三帝国』で内部分裂が起き石田友治と袂を分かつ。その後は1920年に直接購読雑誌『内観』を発行し、少数の支持者に支えられながら評論活動を継続する。
後年の弟子筋に、政治家となった中野四郎（元国土庁長官）がおり、戦時中の疎開の斡旋や晩年の療養費の工面など、まめまめしく華山の世話をしていた。
1952年8月4日、老衰のため逝去。満81歳没。墓所は多磨霊園。
茅原健（1934年 - ）は、次男・退二郎（1898年2月1日 - 2002年8月27日）の長男。

## 吉野作造の「民本主義」との違い
吉野作造の主眼は、あくまでも主権在民の民主主義の定着にあった。しかしそれでは天皇主権の国体論と抵触するため、民主主義へ移行する前段階として、主権運用の目的を一般民衆に置く「民本主義」を提唱したわけである。これに対し、茅原は始めから天皇制に抵触しない、民を中心とする政治を提唱。そのため、官僚は彼の批判の対象であった。吉野作造の民本主義との根本的な違いといえば、二人の論の着眼が違うということであろう。学者としての吉野作造の民本主義はある種の理想主義的な論理である。茅原の民本主義は官僚主導の数々の政策を批判し、現実の国民生活に目を向けた民本主義になっている。このため、国民生活を改善するために、選挙で国民を代表できる代議士を国会に送り出そうと強く唱える時期があった。

## 関連文献
- 茅原健『茅原華山と同時代人』（不二出版、1985年）
- 孫 国鳳『茅原華山と近代日本』（現代企画室出版、2004年）